# فاستوریا (کانزاس)
فاستوریا (به انگلیسی: Fostoria) یک منطقهٔ مسکونی در ایالات متحده آمریکا است که در شهرستان پوتاواتامی، کانزاس واقع شده‌است. فاستوریا ۴۴۸٫۹۸ متر بالاتر از سطح دریا واقع شده‌است.